# Carl de Groof
Carl de Groof, de son vrai nom Karl Krof (né le 3 décembre 1923 à Vienne, mort le 18 janvier 2007 à Xàbia) est un compositeur autrichien de musique de films.

## Biographie
De Groof commence sa carrière peu après la fin de la Seconde Guerre mondiale. Il travaille comme musicien d'orchestre, rédacteur de compositeurs tels que Hans Lang. En 1953, il fonde l'orchestre de jazz symphonique de la RAVAG qui deviendra l'orchestre de danse de l'Österreichischer Rundfunk. Il apparaît avec cet orchestre dans le film Pünktchen und Anton (de).
De Groof est invité pour l'accompagnement musical et l'arrangement du légendaire film de Helmut Käutner, Le Dernier Pont. De Groof compose la musique de plusieurs films de divertissement autrichiens et allemands de grands réalisateurs comme Georg Tressler, Rolf Thiele et Rudolf Jugert. Il met fin à sa carrière en 1969 avec Der alte Richter.
De Groof est également connu comme le pianiste auprès de Heinz Conrads dans l'émission radio Was gibt es Neues? (de). Avec son propre orchestre, Carl de Groof enregistre des disques avec des chansons viennoises et de schlager avec la chanteuse égyptienne Samira Soliman.
La sclérose en plaques se manifeste au début des années 1970. Au cours de la même décennie, Carl de Groof se retire en Espagne.

## Filmographie

### Acteur

#### Cinéma
- 1953 : Pünktchen und Anton

### Compositeur

#### Cinéma
- 1954 : Le Dernier Pont
- 1954 : Maxie
- 1956 : Das Hirtenlied vom Kaisertal
- 1957 : Unter Achtzehn
- 1957 : Noch minderjährig
- 1958 : Eva küßt nur Direktoren
- 1958 : Le Labyrinthe de l'amour (Frauensee) de Rudolf Jugert
- 1958 : Wenn die Bombe platzt (de)
- 1961 : Geständnis einer Sechzehnjährigen
- 1962 : Deutschland – deine Sternchen (de)
- 1962 : Les Liaisons douteuses
- 1962 : Wenn beide schuldig werden
- 1964 : Le Hibou chasse la nuit
- 1965 : 3. November 1918
- 1966 : Der Weibsteufel
- 1967 : Der Lügner und die Nonne (de)

#### Courts-métrages
- 1954 : Rund um die Milchwirtschaft

#### Télévision
Séries télévisées
- 1969-1970 : Der alte Richter

Téléfilms
- 1963 : Leutnant Gustl
- 1965 : An der schönen blauen Donau
- 1966 : Die Sylvesternacht - Überspannte Person
- 1966 : Schöne Seelen

### Parolier

#### Cinéma
- 1955 : Trois hommes dans la neige